# Pruga Šid—Bijeljina
Pruga Bijeljina — Šid je železnička pruga koja spaja Bijeljinu (Republika Srpska) i Šid (Srbija). Kako se navodi, prema poslednjim merenjima pruga je duga 44,5 kilometara. Pruga poslednjih 15 godina nije u funkciji.
Danas, pruga više nije u dobrom stanju, ali i dalje tu stoji i podseća kako je nekada spajala 2 države, Bosnu i Hercegovinu i Srbiju. Još 2005, na ovoj pruzi je prestao redovan saobraćaj i dobio je status takozvane „manipulativne pruge” na kojoj se odvija isključivo teretni saobraćaj i to samo od slučaja do slučaja, prema potrebama korisnika.

## Istorija
Svojevremeno se na ovoj pruzi čuo pisak parnjače, popularnog „ćire”, da bi potom putnike prevozili šinobusi, a teretne vagone su vukle dizel-lokomotive.
Interesantno je da je pruga, koja je jednokolosečna i neelektrificirana, građena i puštena u saobraćaj etapno:
- Deo od Šida do Sremske Rače, u dužini od 22 kilometra, građen je 1912. godine, a pušten u saobraćaj 22. oktobra iste godine;
- deo do Sremske Rače do Bijeljine, u dužini od 22,5 kilometara, građen je 1950. godine i pušten u saobraćaj 10. jula iste godine.

## Spisak stanica
- Šid;
- Adaševci;
- Morović;
- Višnjićevo;
- Sremska Rača;
- Velino Selo, granica BIH;
- Brodac Donji;
- Trnjaci;
- Dvorovi;
- Bijeljina.

## Spoljašnje veze
- Infobijeljina
- Kapital.ba
- Rtv BN